# Kesley Alves
Kesley Alves, conosciuto in Vietnam come Huỳnh Kesley Alves (Palmeiras, 23 dicembre 1981), è un allenatore di calcio e calciatore brasiliano naturalizzato vietnamita, attaccante svincolato.

## Carriera

### Club
Ha giocato nella massima serie vietnamita. Inoltre, ha giocato 7 partite nella Coppa dell'AFC.

### Nazionale
A seguito della naturalizzazione, nel 2009 ha giocato una partita con la nazionale vietnamita.

## Palmarès

### Club

#### Competizioni nazionali
- V League 1: 3

Bình Dương: 2007, 2008, 2014
- Supercoppa del Vietnam: 2

Bình Dương: 2008, 2014

### Individuale
- Capocannoniere del campionato vietnamita: 1

2005 (21 reti)